# Coleophora coracipennis
Coleophora coracipennis é uma espécie de mariposa do gênero Coleophora pertencente à família Coleophoridae.